# Стул-туалет

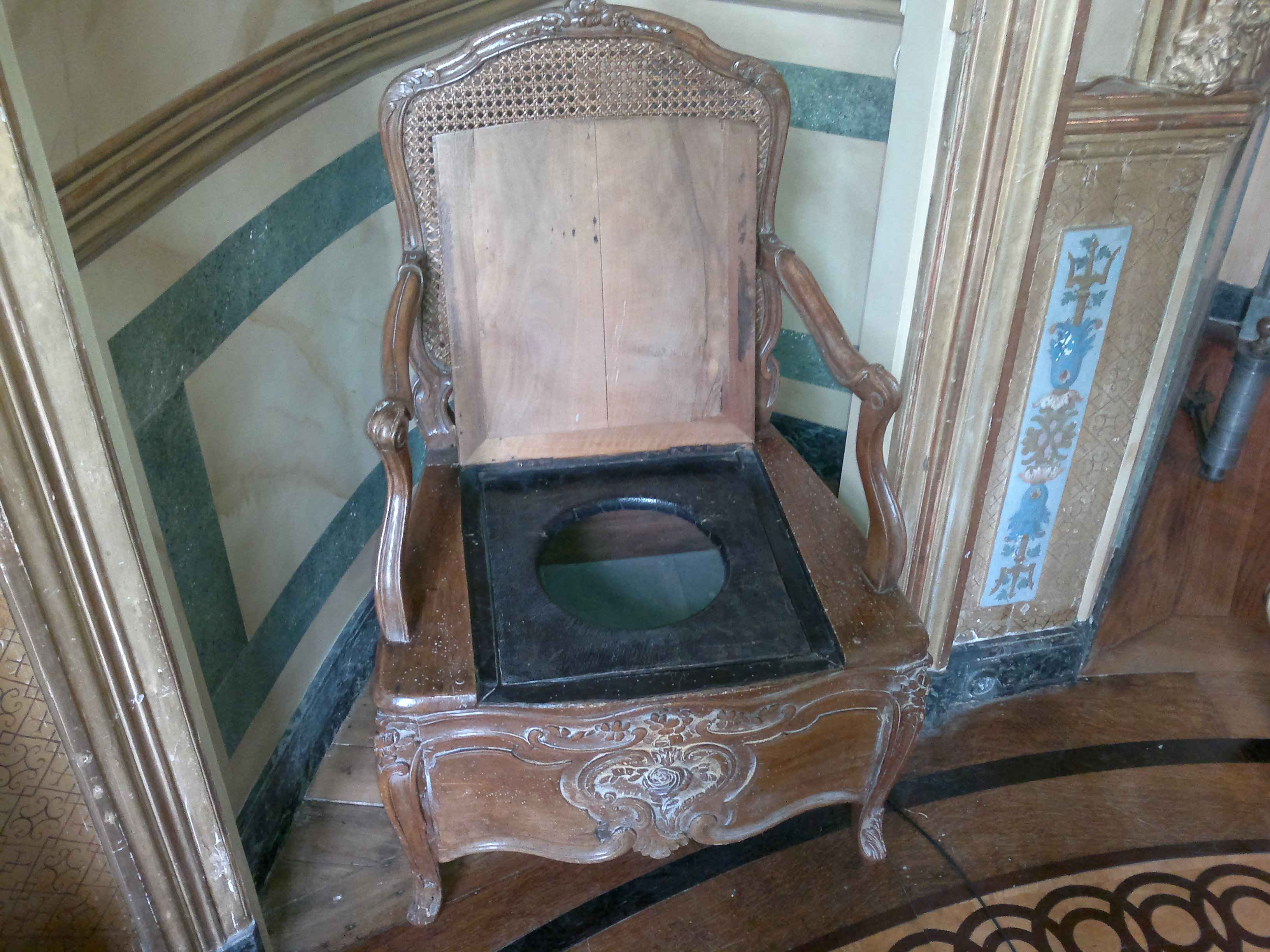
кресло-туалет

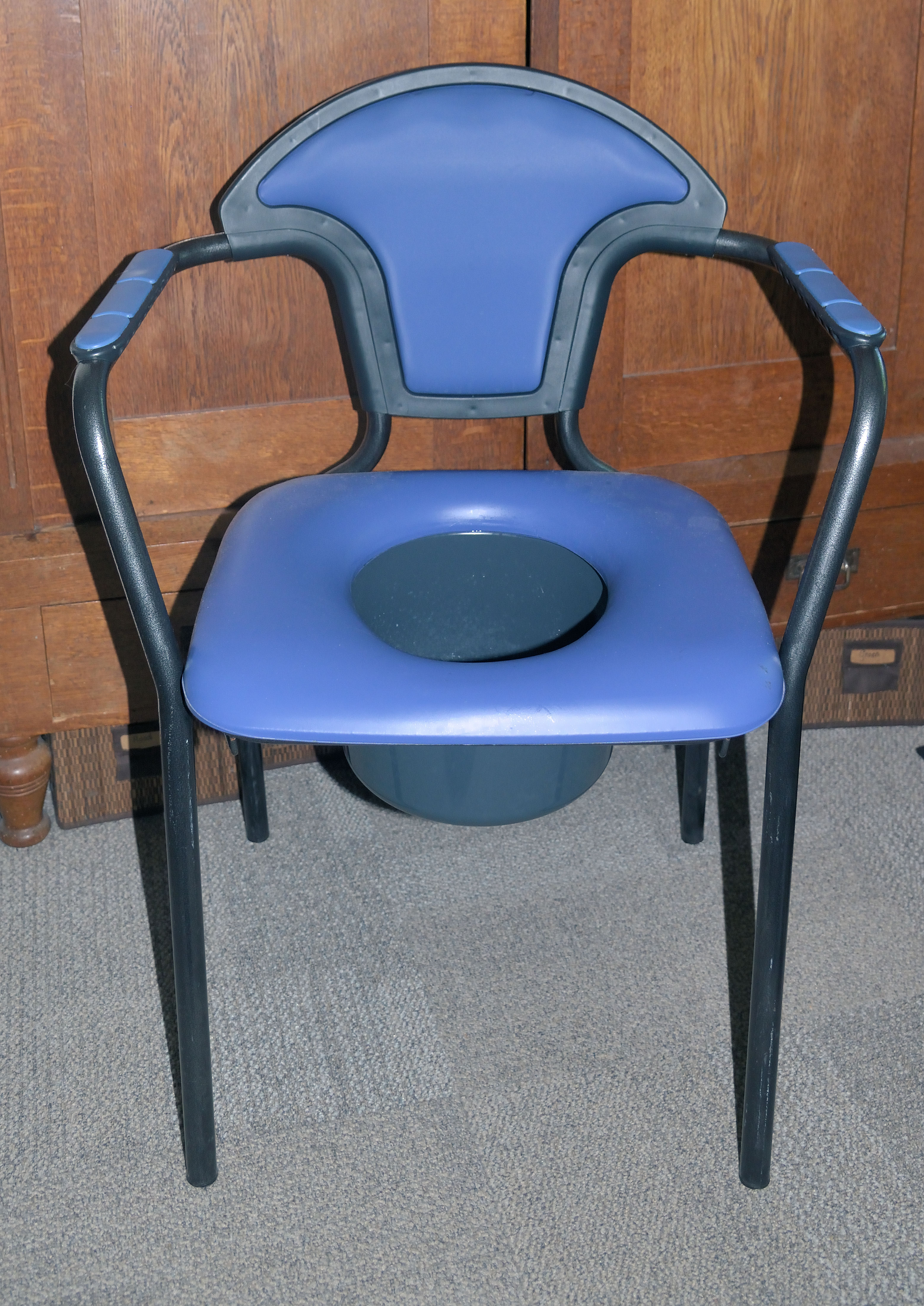
современный стул-туалет

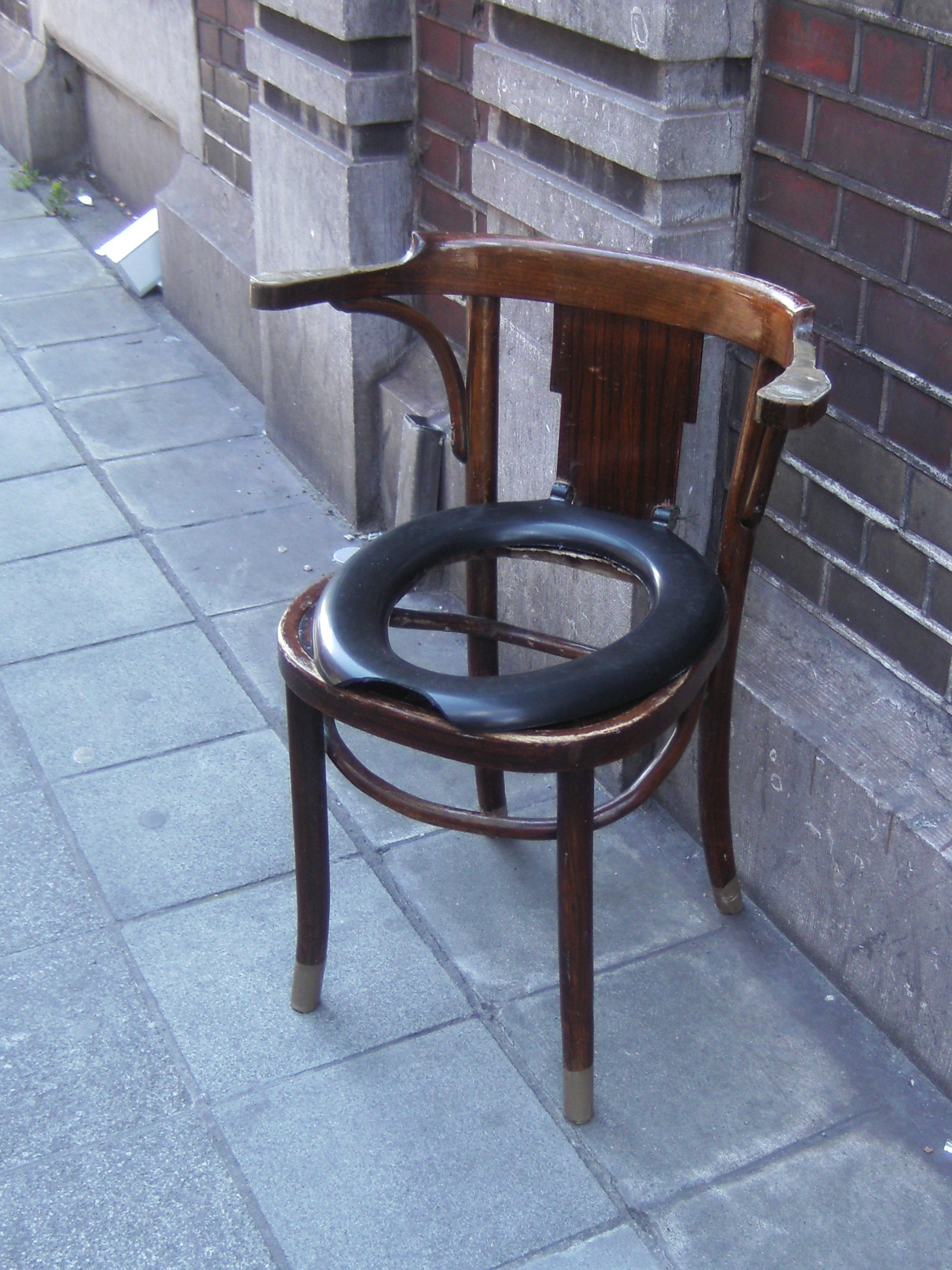
простейший самодельный стул-туалет

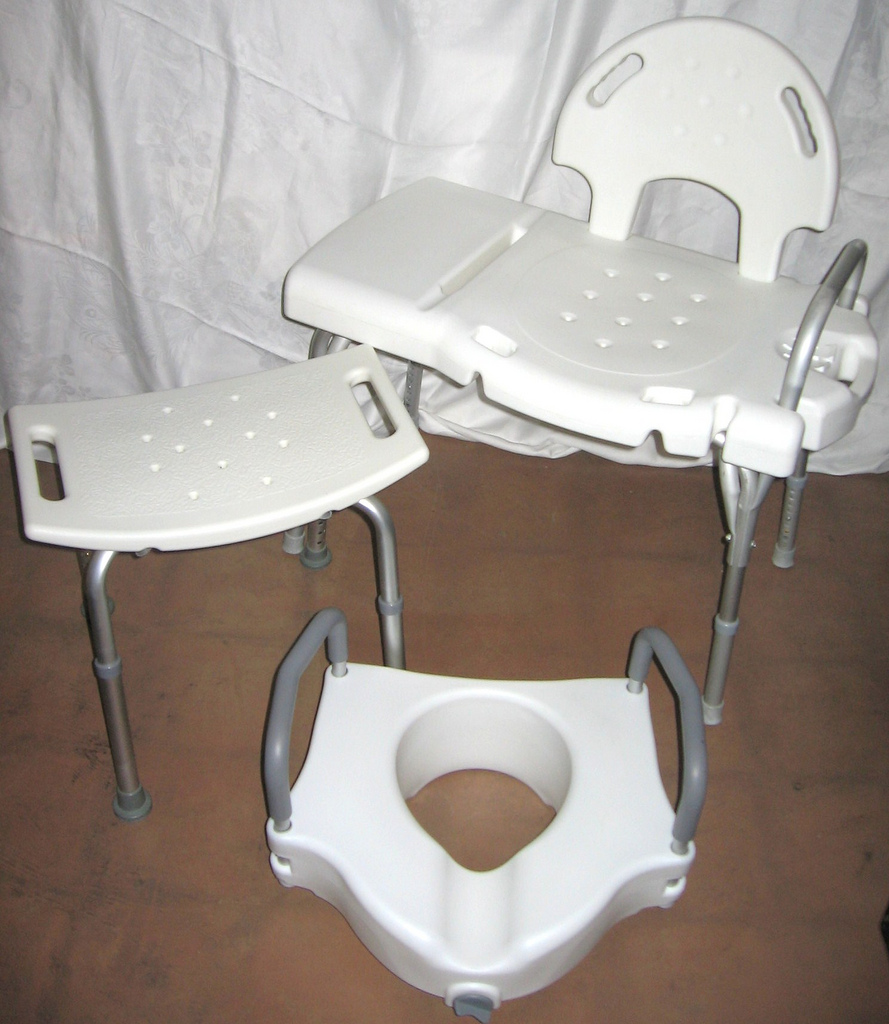
стулья для инвалидов

Стул-туалет, кресло-туалет, табурет-туалет туалетный стул, санитарный стул, прикроватный стул или ночной стул — переносной туалет с санитарным устройством (съёмным ведёрком, судном), который облегчает уход за малоподвижными пациентами и инвалидами как в стационаре, так и дома, также заменяет или дополняет уличный туалет в частных домах,
где отсутствует или не работает туалет внутри дома, дополняет ведро и горшок. Кресло-туалет не соединяется с канализацией и не имеет слива. Содержимое санитарного устройства утилизируется вручную. К 1994 году, когда был заявлен патент US Patent 5341517, уже было известно множество вариантов переносного кресла-туалета.

## Конструкция

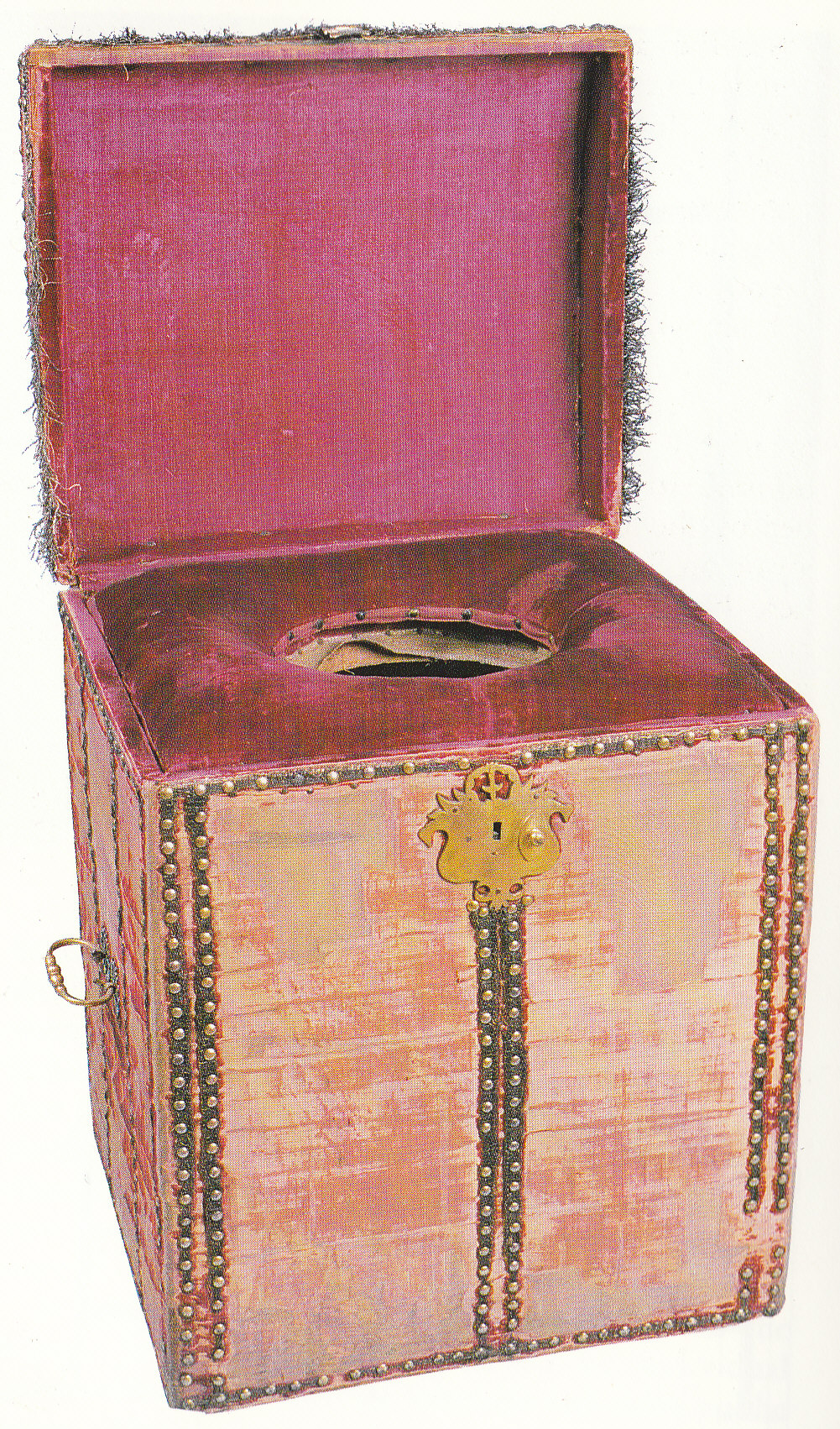
Кресло туалет средних веков

Конструкция кресла-туалета варьируется в зависимости от модели, однако любое кресло-туалет имеет раму в форме сиденья и санитарное устройство (съёмное судно, как правило, с крышкой).

## Применение
- гигиеническое приспособление, облегчающее людям с ограниченными возможностями справляться с отправлением естественных потребностей,
- гигиеническое приспособление для пожилых людей, которым затруднительно ходить из спальни в туалетную комнату,
- гигиеническое приспособление для принятия душа в положении сидя.

## Типы кресел-туалетов
Выделяют три категории кресел-туалетов:
- Кресла-туалеты на ножках
- Кресла-туалеты на колёсах
- Инвалидные коляски с санитарным оснащением

### Кресло-туалет на ножках

Приподнятое, теплое, мягкое сиденье для унитаза с регулируемой высотой и несущими подлокотниками позволяет долго сидеть без дискомфорта и может использоваться не только как приподнятое сиденье для унитаза, но и как прикроватный туалет или стул для душа.

Прикроватное кресло-туалет состоит из рамы-стульчика на 4 ножках и съёмного судна с крышкой. Рама, как правило, изготавливается из алюминия, судно — из пластика. Ножки кресла снабжены наконечниками. Крышка судна в открытом положении выполняет роль спинки сиденья. Некоторые модели кресел-туалетов на ножках имеют складную раму. Как правило, они регулируются по высоте за счёт телескопических ножек. Отдельные модели имеют откидные подлокотники, облегчающие пересаживание в кресло. Для полных пациентов выпускаются кресла-туалеты с усиленной рамой и расширенным сиденьем (грузоподъёмность — до 200 кг). Среди кресел-туалетов на ножках выделяют также санитарные кресла для детей с детским церебральным параличом. Такое кресло-туалет имеет опору для головы, боковые опоры, абдуктор, страховочные ремни для фиксации малыша.

### Кресло-туалет на колёсах

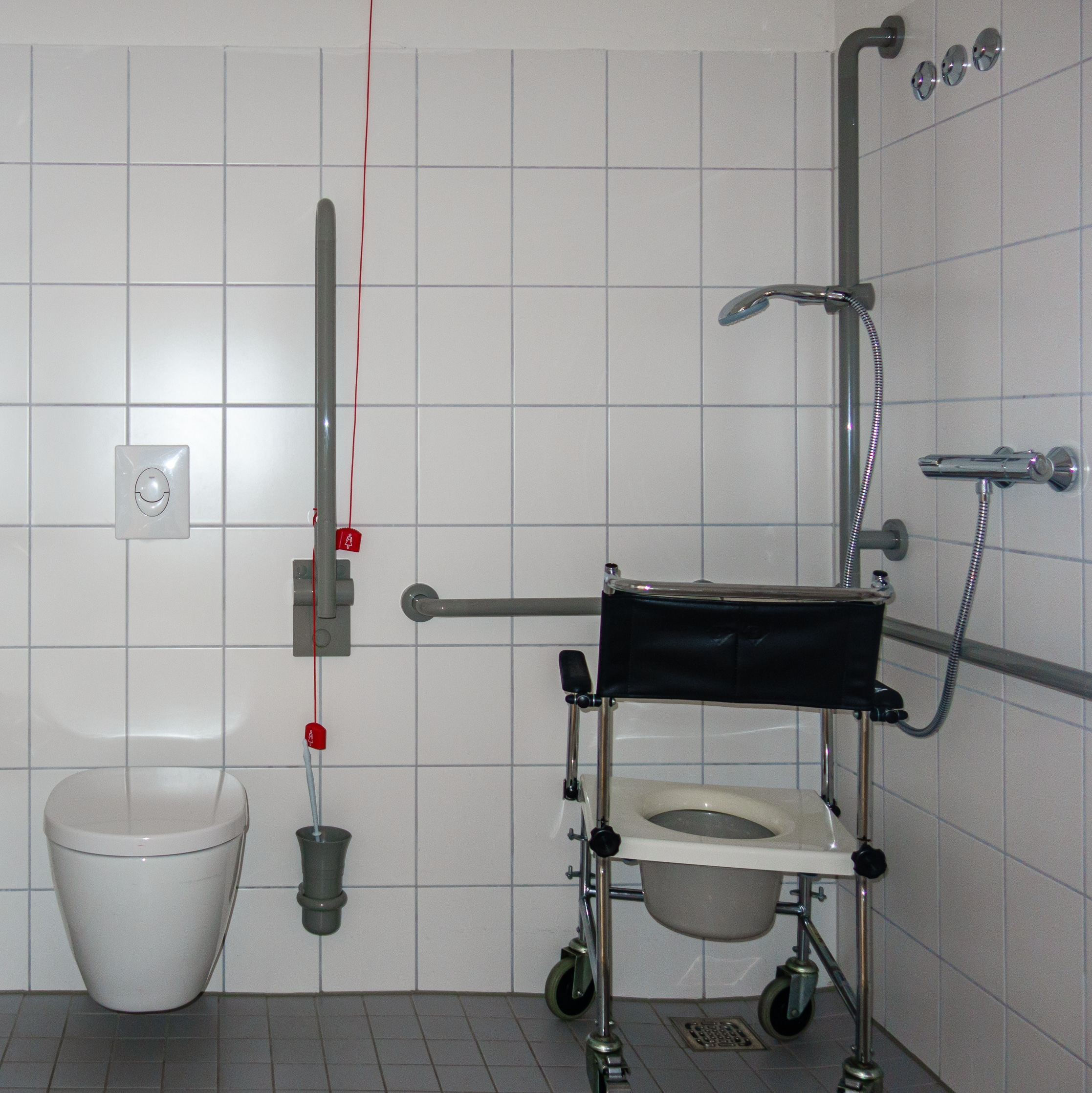

Кресло-туалет на колёсах имеет аналогичную конструкцию, что и кресло-туалет на ножках, однако ножки в данном случае снабжены саморегулирующимися колёсами, что облегчает перемещение кресла из одного места в другое. Задние колёса оснащены тормозом, что обеспечивает безопасное пересаживание в кресло. Среди кресел-туалетов на колёсах также выделяют модели с широким сиденьем и повышенной грузоподъёмностью (до 200 кг). Кроме того, многие кресла-туалеты на колесах могут быть использованы и как душевые кресла. Рама таких моделей изготовлена из нержавеющей стали, что предупреждает возникновение коррозии. Кресла-туалеты на колесах выпускаются как для взрослых, так и для детей. Существуют также кресла-туалеты, оснащённые биотуалетами в качестве санитарного оснащения.

### Инвалидное кресло с санитарным оснащением
Кресло-каталка с санитарным оснащением. Имеет полноценную спинку, сиденье, подножки, подлокотники, ручки для сопровождающего лица.
Кресло-коляска с санитарным оснащением. Полноценная коляска для самостоятельного передвижения людей с ограниченными возможностями. Благодаря санитарному устройству такое кресло можно использовать и как кресло-туалет. Может быть оснащена различными опциями: подлокотники и подножки (откидные и съёмные), настраиваемый подголовник, упоры для голени, высокая спинка с изменяемым углом наклона, съёмные задние колёса. Существуют также модели для полных людей с сиденьем шириной до 65 см и грузоподъёмностью 200 кг.